# Lanugo brunnipennis
Lanugo brunnipennis là một loài tò vò trong họ Ichneumonidae.